# 蔡依林
蔡依林（英語：Jolin Tsai，1980年9月15日—），臺灣女歌手、詞曲作家、音樂製作人及演員。出生於臺北縣新莊市（現為新北市新莊區）。
1998年，參加歌唱比賽節目《新聲卡位戰》，獲得冠軍。1999年，發行首張專輯《1019》，正式出道。2003年，發行專輯《看我72變》，開始音樂風格的轉型，確立以舞曲為主的方向。2006年，發行專輯《舞孃》，獲得首座金曲獎。此後，亦憑藉專輯《Muse》、《呸》和《Ugly Beauty》多次獲得金曲獎。她迄今共獲得七座金曲獎，是金曲獎史上獲獎最多的唱跳歌手。
蔡依林的唱片銷量迄今超過2500萬張，是2000年代以來臺灣銷量最高的女歌手。自2003年專輯《看我72變》開始，她的十張原創錄音室專輯均獲得臺灣年度女歌手唱片銷量冠軍，其中四張專輯獲得臺灣年度唱片銷量總冠軍。她亦多次登上《富比士》「中國名人榜」，2010年至2020年代期間六次進入綜合排名前20名，其中三次位列華人女歌手綜合排名第一。其財產淨值在2014年超過新臺幣20億元，並在2003年至2022年期間，16次成為臺灣年度收入最高的女歌手。

## 生平和事業

### 1980年—1999年：早年生活
1980年9月15日，蔡依林出生於臺灣臺北縣新莊市（現為新北市新莊區），原名蔡宜凌，後改名為蔡宜翎及蔡依翎。她有一位姐姐。其外祖母為臺灣原住民巴布拉族，因此她擁有四分之一的巴布拉族血統。
蔡依林小學就讀臺北縣立新莊國民小學，後就讀臺北縣新莊國民中學及臺北市立景美女子高級中學。高中期間，她和同學組成名為Twister的樂團，並參加多次歌唱比賽，曾獲得「景美女中椰林之音歌唱比賽」第一名及「中廣全國高中職歌唱比賽」熱門音樂組第二名。
1998年5月，為符合大學申請的課外活動要求，蔡依林參加由MTV中文台和新力音樂合辦的歌唱比賽節目《新聲卡位戰》，並獲得歌唱組第一名。1999年3月，她和環球音樂簽約，成為公司年度重點新人。公司為她安排半年培訓，包括舞蹈課、化妝課及語言訓練課，並安排她赴愛爾蘭及美國觀摩國外歌手的現場表演。同年6月，她以推薦甄試第一名成績被私立輔仁大學英國語文學系錄取。

### 1999年—2001年：《1019》、《Don't Stop》、《Show Your Love》、《Lucky Number》
1999年7月16日，蔡依林發行首張單曲〈和世界做鄰居〉。同年9月10日，她發行首張錄音室專輯《1019》。專輯由小螞蟻、李偲菘及李偉菘製作，融合流行、嘻哈、節奏藍調及世界音樂等元素。專輯在臺灣銷量超過40萬張。
2000年4月26日，蔡依林發行第二張錄音室專輯《Don't Stop》。專輯由小螞蟻、李偉菘、李偲菘和陳偉製作，融合流行、嘻哈、搖滾、雷鬼及節奏藍調等風格。專輯在臺灣銷量超過50萬張，獲得2000年臺灣年度唱片銷量第六名及女歌手唱片銷量第二名，是其出道以來臺灣銷量最高的專輯。同年5月5日，她發行寫真集《19歲》，在臺灣銷量超過6萬本。
2000年12月22日，蔡依林發行第三張錄音室專輯《Show Your Love》，製作團隊包括小螞蟻、李偉菘、李偲菘、陳偉及Jae Chong。專輯在臺灣銷量超過26萬張。2001年9月6日，歌曲〈愛上了一條街〉的MV獲得2001年MTV音樂錄影帶大獎國際觀眾選擇獎。
2001年6月28日，蔡依林為動畫電影《失落的帝國》演唱國語版主題曲〈情不自禁〉。同年7月7日，她發行第四張錄音室專輯《Lucky Number》。專輯由小螞蟻、李偲菘、李偉菘、陳偉及黃韻玲製作，融合流行、節奏藍調、迪斯可及嘻哈元素。由於和經紀公司大聲音樂發生合約糾紛，專輯宣傳受限。專輯在臺灣銷量超過15萬張，獲得2001年臺灣年度唱片銷量前20名。2002年2月18日，蔡依林代表華語流行音樂，和MTV電視台董事長兼執行長William Roedy及俄羅斯團體t.A.T.u.共同登上美國《商業週刊》雜誌封面。

### 2002年—2005年：《看我72變》、《城堡》、《J-Game》
2002年7月23日，蔡依林和新力音樂（現為索尼音樂）簽約。同年8月2日，她發行書籍《假面公主·騎士精神》，在臺灣銷量超過5萬本。2003年3月7日，蔡依林發行第五張錄音室專輯《看我72變》。專輯由王治平、李偲菘、薛忠銘、周杰倫和黃怡製作，融合流行、迪斯可、放克、謠曲、嘻哈及英倫搖滾等元素。專輯在臺灣銷量超過36萬張，亞洲總銷量超過150萬張，並獲得2003年臺灣年度唱片銷量第二名及女歌手唱片銷量第一名。專輯入圍第15屆金曲獎最佳流行音樂演唱專輯獎，蔡依林亦入圍最佳國語女演唱人獎，鍾興民憑藉歌曲〈布拉格廣場〉獲得最佳編曲人獎。
同月9日，蔡依林主演的電視劇《Hi 上班女郎》於中視首播。同年4月10日，她為電影《我的失憶男友》演唱主題曲〈愛的天使〉及插曲〈我很怕黑〉、〈你為何〉。同年6月14日，蔡依林於輔仁大學完成英國語文學系學士學位。同年9月10日，她為電影《天地英雄》演唱主題曲〈海市蜃樓〉。同月15日，蔡依林為Madonna翻譯書籍《The English Roses》，之後也翻譯了她的其他五本書籍。
2004年2月27日，蔡依林發行第六張錄音室專輯《城堡》。專輯由王治平、李偲菘、周杰倫、薛忠銘、黃怡及鍾佐鴻製作，融合流行音樂、嘻哈、拉丁、香頌、重金屬及英倫搖滾等風格。專輯在臺灣銷量超過30萬張，亞洲總銷量超過150萬張，獲得2004年臺灣年度唱片銷量第二名及女歌手唱片銷量第一名。
同年8月7日，蔡依林於上海虹口足球場展開首輪巡演「J1世界巡迴演唱會」。巡演歷時一年九個月，在全球七座城市舉行共八場演出。同年11月12日，她發行合輯《J9 新歌+Party精選》。2005年2月8日，蔡依林參加《中國中央電視台春節聯歡晚會》，演唱〈愛情三十六計〉。同年3月9日，她發行書籍《Jolin的24堂英文日記課》，在臺灣銷量超過12萬本。
2005年4月25日，蔡依林發行第七張錄音室專輯《J-Game》。專輯由薛忠銘、周佳佑、王治平及阿弟仔製作，融合流行、嘻哈、電子、迪斯可及中國風元素。專輯在臺灣銷量超過26萬張，亞洲總銷量超過120萬張，獲得2005年臺灣年度唱片銷量第二名及女歌手唱片銷量第一名。同年9月23日，蔡依林發行現場影音專輯《J1演唱會 影音全記錄》。同年9月28日，羅志祥發行和蔡依林合作的單曲〈真命天子〉。同年12月30日，她發行書籍《Jolin的6場單字派對》，在臺灣銷量超過15萬本。

### 2006年—2008年：《舞孃》、《特務J》

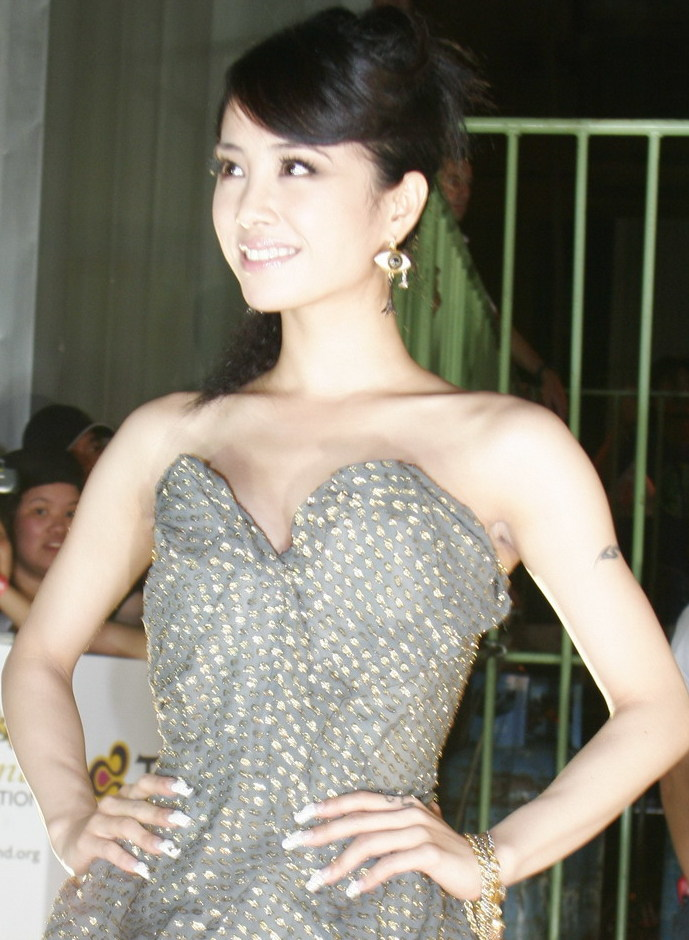
蔡依林出席2006年MTV亞洲大獎

2006年2月16日，蔡依林和百代音樂簽約。同年5月5日，新力博德曼發行她的精選輯《J-Top 冠軍精選》，專輯在臺灣銷量超過10萬張，獲得2006年臺灣年度唱片銷量第五名。同月12日，蔡依林發行第八張錄音室專輯《舞孃》。專輯由阿弟仔、李偉菘、李偲菘、馬毓芬、詹宇豪及黃立行製作，以流行和電子音樂為基礎。專輯在臺灣銷量超過30萬張，亞洲總銷量超過250萬張，獲得2006年臺灣年度銷量第一名。專輯入圍第18屆金曲獎最佳國語專輯獎，蔡依林亦獲得最佳國語女歌手獎，阿弟仔憑藉歌曲〈舞孃〉入圍最佳單曲製作人獎。
同年9月15日，蔡依林在香港紅磡體育館展開第二輪巡演「唯舞獨尊世界巡迴演唱會」。巡演歷時兩年半，在全球20座城市舉辦共28場演出，吸引約50萬觀眾，票房收入約新臺幣十億元。同月29日，她發行合輯《唯舞獨尊 演唱會鮮聽版&混音》。其中歌曲〈今天妳要嫁給我〉獲得第18屆金曲獎最佳年度歌曲獎。2007年2月17日，蔡依林於《中國中央電視台春節聯歡晚會》和陶喆合唱〈今天妳要嫁給我〉。同年6月8日，她發行現場影音專輯及紀錄片《地才》，在臺灣銷量超過12萬張。
2007年9月21日，蔡依林發行第九張錄音室專輯《特務J》，製作團隊包括Lars Quang、Nik Quang、RnG、阿弟仔、李偉菘、林邁可、馬毓芬及薛忠銘。該專輯和同名電影配合發行，電影由張時霖、賴偉康、鄺盛執導，金載沅、馮德倫、吳嘉龍出演男主角。專輯在臺灣銷量超過20萬張，亞洲總銷量超過300萬張，獲得2007年臺灣年度唱片銷量第一名。阿弟仔憑藉歌曲〈特務J〉獲得第19屆金曲獎最佳單曲製作人獎，小安獲得最佳編曲人獎。
2007年11月21日，Kylie Minogue發行和蔡依林合作的單曲〈In My Arms〉。2008年10月31日，蔡依林發行翻唱專輯《愛的練習語》，同時發行同名書籍。專輯收錄十首英文翻唱歌曲，由馬毓芬、李偲菘、Jim Lee、畢國勇、李偉菘及阿弟仔製作。專輯原定於同年3月7日發行，但因百代音樂內部調整及股權變動而延期。專輯在臺灣銷量超過3萬張，獲得臺灣年度西洋唱片銷量第一名。

### 2008年—2018年：《花蝴蝶》、《Myself》、《Muse》、《呸》
2008年12月16日，蔡依林和華納音樂簽約。2009年3月27日，她發行第十張原創錄音室專輯《花蝴蝶》。專輯由阿弟仔、李偉菘、李偲菘及馬毓芬製作。專輯在臺灣的預購量超過12萬張，創下臺灣最高預購紀錄。最終，專輯銷量超過13萬張，亞洲總銷量超過100萬張，獲得2009年臺灣年度唱片銷量第一名。同月28日，蔡依林於中華大學展開「花蝴蝶校園巡迴演唱會」，原計劃共10場，因舊傷復發僅完成4場後取消剩餘場次。同年10月9日，她發行現場現場影音專輯《單身情歌·萬人舞台 2009特別紀念版》。同月15日，她和葛福鴻共同成立公司凌時差，負責藝人經紀、音樂製作、版權管理及演唱會主辦等業務。2010年4月27日，她為上海世博會臺灣館演唱主題曲〈台灣的心跳聲〉。
2010年8月13日，蔡依林發行第11張原創錄音室專輯《Myself》。專輯由小安、阿弟仔及馬毓芬製作。專輯以派對為主題，九成曲目為舞曲。臺灣銷量超過6.5萬張，獲得2010年臺灣年度唱片銷量第四名及女歌手唱片銷量第一名。歌曲〈美人計〉的MV入圍第22屆金曲獎最佳音樂錄影帶獎。同年12月24日，蔡依林於臺北小巨蛋展開第三輪巡演「Myself世界巡迴演唱會」。巡演歷時兩年四個月，在全球31座城市舉辦共35場演出，吸引約60萬人觀眾，票房收入約新臺幣15億元。2011年7月12日，發行書籍《養瘦》，在臺灣銷量超過12萬本。
2012年9月14日，蔡依林發行第12張原創錄音室專輯《Muse》。專輯由林邁可、許哲珮、林俊傑及蔡健雅製作。專輯融合流行音樂和流行藝術，涵蓋主流和獨立音樂風格。專輯在臺灣的銷量超過9.5萬張，獲得2012年臺灣年度唱片銷量第三名及女歌手唱片銷量第一名。專輯入圍第24屆金曲獎最佳國語專輯獎，歌曲〈大藝術家〉及其MV分別入圍最佳年度歌曲及最佳音樂錄影帶獎，蔡依林亦入圍最佳國語女歌手獎，最終〈大藝術家〉獲得最佳年度歌曲獎。
2013年1月16日，蔡依林代表臺灣出席法國坎城舉辦的「國際唱片展」。同年10月19日，她發行現場影音專輯《Myself世界巡迴演唱會 台北安可場》。2014年5月19日，她為2014年世界盃足球賽演唱歌曲〈Now Is the Time〉，收錄於全球發行的群星合輯《Pepsi Beats of the Beautiful Game》。同年6月13日，她為電影《小時代3：刺金時代》演唱主題曲〈萬花瞳〉。同年8月27日，她為百事天貓「一塊變土豪」活動演唱主題曲〈渴望就一塊〉。同年10月31日起，她擔任中國中央電視台綜藝頻道節目《中國正在聽》評審，節目於同年12月30日結束。
2014年11月15日，蔡依林發行第13張原創錄音室專輯《呸》。專輯由陳星翰、小安、鍾成虎、林俊傑及林邁可製作。專輯在臺灣銷量超過8.5萬張，獲得2014年臺灣年度唱片銷量第四名及女歌手唱片銷量第一名。專輯共入圍金曲獎十項，為歷屆入圍數最多的專輯之一。最終，專輯獲得最佳國語專輯獎和最佳演唱錄音專輯獎，小安憑藉歌曲〈唇語〉獲得最佳單曲製作人獎。2015年5月22日，蔡依林於臺北小巨蛋展開第四輪巡演「Play世界巡迴演唱會」。巡演歷時約一年兩個月，在全球23座城市舉辦共34場演出，吸引觀眾約60萬人，票房收入約新臺幣15億元。2015年12月2日，她獲得Mnet亞洲音樂大獎最佳亞洲藝人獎。
2016年2月26日，蔡依林為動畫電影《動物方城市》臺灣中文版角色哈茱蒂配音。2016年9月30日，Alesso發行和蔡依林合作的單曲〈I Wanna Know〉。同年10月31日，陳星翰發行和蔡依林合作的單曲〈戀我癖〉。2017年5月12日，蔡依林為大愛電視「1+1 你加我」活動演唱主題曲〈讓愛傳出去〉。2017年6月20日，Hardwell發行和蔡依林合作的單曲〈We Are One〉。同年11月20日，蔡依林為動畫電影《幸福路上》演唱主題曲〈幸福路上〉。2017年12月29日，她為電影《捉妖記2》演唱主題曲〈什麼什麼〉。2018年1月30日，蔡依林發行現場影音專輯《Play世界巡迴演唱會》。2018年6月12日，蔡依林為網路遊戲《地下城與勇士》演唱十週年主題曲〈我對我〉。

### 2018年—現在：《Ugly Beauty》、《Pleasure》
2018年12月26日，蔡依林發行第14張原創錄音室專輯《Ugly Beauty》。專輯由陳星翰、剃刀蔣、陳君豪、Øzi和蔡依林製作，融合流行、雷鬼、電子、嘻哈等音樂元素。專輯獲得2019年臺灣年度唱片銷量第一名。截至2023年8月，專輯在中國大陸的數位銷量超過85萬張，為港台女歌手中最高數位銷量紀錄。專輯共入圍金曲獎八項。最終，專輯獲得年度專輯獎，歌曲〈玫瑰少年〉獲得年度歌曲獎。2019年1月21日起，蔡依林擔任愛奇藝綜藝節目《青春有你》第一季的舞蹈導師，節目於同年4月6日結束。同年1月24日，她和劉宇寧及抖音達人合作發行為抖音短視頻演唱的新年主題曲〈新年抖來咪〉。同年11月1日，她和王俊凱合作發行單曲〈心引力〉。同年12月30日，蔡依林於臺北小巨蛋展開第五輪巡演「Ugly Beauty世界巡迴演唱會」。巡演歷時約四年七個月，在27座城市舉辦共63場演出。
2020年4月3日，蔡依林和陳奕迅合作發行單曲〈Fight as One〉。同年11月22日，她為電視劇《狼殿下》演唱片頭曲〈我是誰〉、片尾曲〈倒流〉及插曲〈對立面〉。2021年3月21日，她和R3hab合作發行單曲〈Stars Align〉。同年10月21日，她和Steve Aoki及MAX合作發行單曲〈Equal in the Darkness〉。2022年12月9日，蔡依林為電影《關於我和鬼變成家人的那件事》演唱主題曲〈親愛的對象〉。歌曲入圍第60屆金馬獎最佳原創電影歌曲獎。2023年10月31日，她為網路劇《此時此刻》演唱主題曲〈Someday, Somewhere〉。蔡依林和Richard Craker憑藉歌曲入圍第35屆金曲獎最佳作曲人獎。同年11月20日，她為臺灣麥當勞演唱40週年主題曲〈Oh La La La〉。
2025年7月25日，蔡依林發行第15張原創錄音室專輯《Pleasure》，製作團隊包括蔡依林、陳星翰、Richard Craker、Nick Lee、Ross Golan、Ojivolta、Jenna Andrews及Stephen Eric Kirk。

## 藝術特點

### 影響來源
蔡依林曾表示Madonna、Whitney Houston、Mariah Carey及Destiny's Child對她的音樂事業存在顯著的影響。1998年，她參加歌唱比賽節目《新聲卡位戰》並獲得冠軍，當時即選唱Whitney Houston和Mariah Carey的作品參賽。她曾說，學生時期經常收聽西洋流行音樂，特別是Whitney Houston，並會錄下自己模仿其歌唱的聲音。她也提到，Destiny's Child的唱跳能力讓她很佩服，視其為學習對象之一。
蔡依林亦曾提到，她希望自己能成為類似Madonna一樣的舞台型藝人。她表示，Madonna在音樂、造型和表演上都引領潮流，儘管曾經遭受爭議，但回顧來看具有前衛性和創新價值。舞蹈老師張勝豐曾表示，蔡依林對Madonna的舞台動作觀察仔細，並在演出時力求達到相似的效果。受Madonna的影響，蔡依林認為，流行音樂創作應積極導入新穎的曲風和元素，以挑戰既有概念並引導樂壇風格的轉變。此外，蔡依林也提過其他對她有影響的藝人，包括Kylie Minogue、Britney Spears、Janet Jackson、Lady Gaga等。

### 音樂風格
蔡依林長期以來持續嘗試不同曲風並融入個人想法，其音樂以流行舞曲為主。她認為歌手應建立獨特的風格和特色，並指出相較於抒情歌曲，舞曲是其更為擅長的類型。
1999年首張專輯《1019》以抒情歌曲為主，隔年發行的《Don't Stop》延續前作風格，但轉以節奏明快的歌曲作為主打。2003年專輯《看我72變》融合迪斯可、放克和嘻哈等多元風格，為其音樂風格的首次轉型，並確立以舞曲為主的方向。隨後2004年發行的專輯《城堡》延續該風格，2005年的《J-Game》則展現出更多電子音樂的影響。
2006年專輯《舞孃》以流行和電音為基底，2007年的《特務J》以歐陸舞曲為主軸，2009年的《花蝴蝶》則加入合成器流行元素。2010年發行的《Myself》以浩室舞曲為核心。2012年專輯《Muse》風格橫跨主流和獨立音樂，呈現和早期作品明顯不同的音樂取向。2014年的《呸》大量使用陷阱音樂和迴響貝斯等電子舞曲元素。2018年的《Ugly Beauty》融合雷鬼、電子、嘻哈等多元風格。

### 演唱實力
蔡依林以演唱次女高音聲部為主，其聲線具有一定辨識度。自出道以來，她的演唱實力曾遭受外界質疑，常被指出聲線單薄、音域有限等問題。音樂人王治平曾評論其唱功表現「很一般」，但指出她的咬字風格具有特色。然而，她參加歌唱比賽節目《新聲卡位戰》並獲得歌唱組冠軍而出道，評審陳玉貞認為她是「靠天賦唱歌」的歌手。
隨著時間的推移，她的演唱表現被指有所提升。搜狐娛樂指出，在《Muse》和《呸》等專輯中，其聲音表現開始獲得更多關注，在抒情和電子舞曲曲風的詮釋上有所變化和成長。此外，騰訊娛樂也指出，蔡依林的演唱能力時常被低估，並指出其氣息控制和高音技巧表現穩定，能在高強度表演中維持良好狀態。
蔡依林曾四度入圍金曲獎最佳華語女歌手獎，並憑藉2006年專輯《舞孃》首次獲獎。該屆評審團總召劉亞文表示，她的得獎原因在於整體表現的多面性和專輯內容的豐富度，認為其展現出從藝人向歌手轉型的成果。然而，此次得獎亦引發部分對其演唱實力是否足以獲獎的討論。
隨後她的2014年專輯《呸》雖入圍金曲獎十項，但未入圍最佳華語女歌手獎。有評審指出專輯中使用了明顯的電腦修音，影響了評選結果。對此，經紀人王永良表示蔡依林並非依靠修音的歌手，強調其現場演唱實力。音樂人鄭開來亦認為，在唱片製作中使用電腦修音屬合理範疇，強調其作用是創造獨特的聲音。
2017年，蔡依林在第54屆金馬獎表演組曲《時代歌後·幸福記憶》時，於演唱〈甜蜜蜜〉時出現走音，並因多首歌曲音域偏低，和其擅長的中高音範圍不符，整體表現受到批評。對此，她亦坦承表演表現未臻理想。

### 音樂影片
蔡依林在MV的製作上重視創意和視覺呈現，致力於兼顧品質和商業性。Apple Music指出，她的MV以多變造型著稱，涵蓋繽紛、前衛等不同風格，並偶爾融入異國情調元素，例如〈布拉格廣場〉展現哥德式建築風格，〈騎士精神〉則融入暹羅文化特色。此外，部分作品亦涉及社會議題，例如〈不一樣又怎樣〉以同性婚禮為主題探討多元成家議題，〈怪美的〉則透過誇張造型和劇情表現對審美觀念的批判。《新京報》亦指出，她的部分MV延續傳統形象展示模式，亦有MV如〈Play我呸〉、〈玫瑰少年〉和〈紅衣女孩〉展現強烈風格，反映其MV視覺風格的持續突破。

## 公共形象
蔡依林出道初期以清純可愛的形象受到青少年喜愛，媒體曾稱她為「少男殺手」。隨著音樂風格和造型的改變，她逐漸從偶像歌手轉型為華語流行音樂的代表性人物之一。自2010年代起，她在專輯製作中投入更多創意和主導權，並因多變的風格被稱為「百變天后」和「亞洲流行天后」等稱號。
蔡依林被認為是華語樂壇中的時尚指標之一，造型風格多樣且具創新性。她多次登上《Vogue》、《Elle》、《Harper's Bazaar》、《Marie Claire》等時尚雜誌封面，並出席包括四大時裝週、大都會藝術博物館慈善晚宴和維多利亞的秘密時尚秀在內的重要時尚活動，是首位參與六大國際時尚活動的華人歌手。
蔡依林關注婚姻平權和多元成家等議題，公開表達對LGBTQ+群體的支持，被視為同志偶像。她曾在演唱會、歌曲和MV中融入平權元素，歌曲如〈迷幻〉、〈不一樣又怎樣〉、〈第二性〉和〈玫瑰少年〉反映對性少數族群的關懷。蔡依林亦在女性主義議題上強調女性應自我肯定和自信，支持性別平等。
此外，蔡依林以自律和敬業著稱，對自身的外貌、舞蹈和表演均有較高的要求。她認為自己是「地才」，並非天賦異稟，需要比別人更加努力。她持續學習新技能，如瑜伽、藝術體操、鋼管舞等，以豐富舞台表現，並曾因熱愛翻糖蛋糕而參賽獲獎。隨著年齡增長，她也開始接受自身的不足和不完美，強調自我接納的重要性。

## 影響力
蔡依林憑藉其音樂、形象和舞蹈，成為21世紀初華語樂壇的代表性人物之一。《告示牌》雜誌指出，她和周杰倫等人在該時期主導了中文音樂市場，促成了臺灣流行音樂的黃金時代。前中國國民黨主席洪秀柱認為，蔡依林的藝術成就為華語流行音樂界樹立了標準，其名字陪伴了一代年輕人的青春。網易娛樂稱其為21世紀初華語樂壇的標竿人物，並指其未來在樂壇的地位可望比擬西方音樂界的Madonna。葛萊美獎亦肯定其在華語樂壇的影響力，視其為推動華語流行音樂邁向國際的重要人物之一。
蔡依林的流行舞曲作品對大中華區具有指標性意義，推動流行舞曲成為主流音樂。臺灣版《彭博商業週刊》稱其為「華人大舞曲家」，認為她的作品展現了國際級水準。義守大學副教授侯政男表示，蔡依林提升了華人舞曲的格局，為華語舞曲設定了高標準。QQ音樂指出，她在華語樂壇推廣舞曲方面扮演重要角色，引領了華語舞曲的潮流，並領先同期其他藝人。
除了在音樂上的成就，蔡依林在社會議題上亦發揮正面影響力。《告示牌》雜誌表示，她透過歌曲和MV展現同性伴侶和多元LGBTQ+生活方式，為較為保守的中文音樂圈提供多元化的表達方式，使其成為亚洲LGBTQ+族群的偶像之一。《今周刊》指出，蔡依林積極關注性別平權，並利用自己的影響力支持少數族群。
蔡依林對後輩藝人亦有影響，歌手如王心凌、楊丞琳、黃麗玲、徐佳瑩、艾怡良、孫盛希等都將其視為學習對象。《新京報》認為，蔡依林是華語樂壇中最具影響力的女藝人之一，她在藝術上持續突破，並關注社會議題，對關心華語流行音樂的人具有參考價值。Apple Music指出，蔡依林的藝術傳承建立在她的堅韌和前瞻性上，使其藝術影響力得以持續。

## 廣告代言

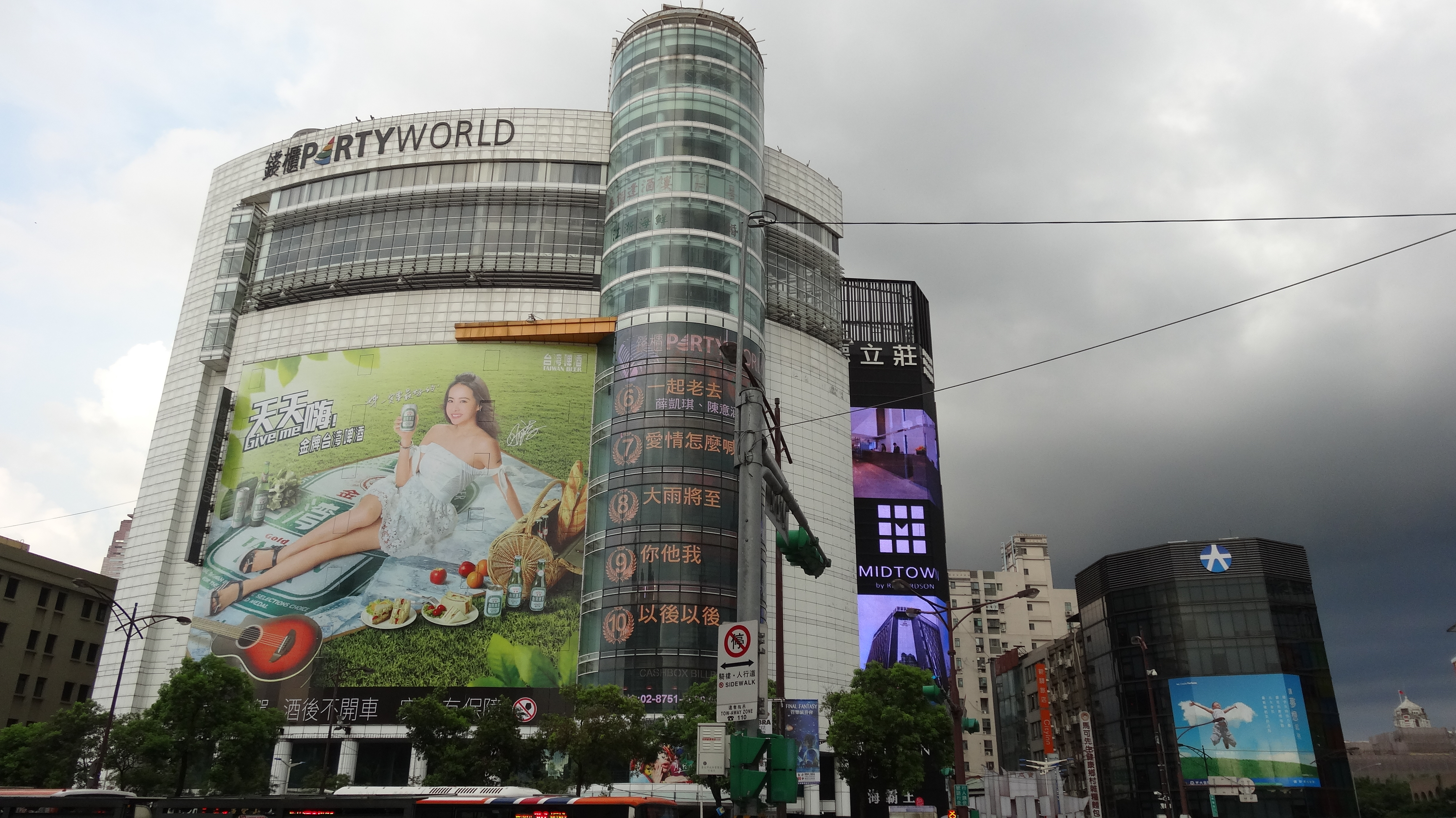
蔡依林代言金牌台灣啤酒廣告看板

蔡依林自出道以來代言過多個國際知名品牌和產品，包括7-Eleven、愛迪達、暗黑破壞神、百富、百事可樂、寶格麗、彪馬、賓士、波尼、博士倫、純品康納、蒂佳婷、地下城與勇士、范倫鐵諾、豐田、蓋璞、桂格、海倫仙度絲、好自在、佳潔士、絕對伏特加、康寶、萊雅、利惠、麗仕、麥當勞、魅可、娜斯、蜜絲佛陀、摩托羅拉、歐蕾、人頭馬、三星、森永、沙宣、山葉、神之領域、施華洛世奇、天翼之鍊、陽光滋味、怡麗絲爾、英特爾、優食、渣打銀行、資生堂。
此外，蔡依林也和多個品牌合作推出產品。2018年12月，波尼推出由其設計的兩款運動鞋。2019年7月，蓋璞推出六款由其設計、靈感來自其2018年專輯《Ugly Beauty》歌曲的T恤。同年9月，蓋璞又推出四款由其設計的長袖套頭衛衣。

## 獎項和成就
蔡依林迄今共入圍16次金曲獎，包括兩次年度專輯獎（前稱最佳流行音樂演唱專輯獎）、四次年度歌曲獎、四次最佳華語專輯獎、四次最佳華語女歌手獎，一次最佳作曲人獎，及一次最佳單曲製作人獎。她共獲得七座金曲獎，分別為憑藉專輯《Ugly Beauty》獲得一座年度專輯獎，憑藉歌曲〈今天妳要嫁給我〉、〈大藝術家〉和〈玫瑰少年〉獲得三座年度歌曲獎，憑藉專輯《呸》獲得一座最佳華語專輯獎，憑藉專輯《舞孃》獲得一座最佳華語女歌手獎，及一座觀眾票選最受歡迎女（團體）歌手獎。蔡依林為入圍及獲得金曲獎次數最多的唱跳歌手，亦被《金氏世界紀錄》認證為獲得年度歌曲獎次數最多的歌手。2014年專輯《呸》入圍金曲獎十項成為史上入圍數最多的專輯之一，和周杰倫的《范特西》及張惠妹的《阿密特》並列。2018年專輯《Ugly Beauty》亦入圍金曲獎八項。
除金曲獎外，蔡依林亦多次獲頒其他中文音樂獎項，包括北京流行音樂典禮、全球華語榜中榜、全球華語歌曲排行榜、新加坡金曲獎、音樂風雲榜、音樂盛典咪咕匯、CCTV-MTV音樂盛典、Hito流行音樂獎、IFPI香港唱片銷量大獎、KKBox風雲榜等。2023年，其歌曲〈親愛的對象〉入圍第60屆金馬獎最佳原創電影歌曲獎。她亦曾獲得多項國際音樂獎項，包括憑藉歌曲〈愛上了一條街〉的MV獲得2001年MTV音樂錄影帶大獎國際觀眾選擇獎，獲得2006年MTV亞洲大獎時尚風格大獎，及獲得2015年Mnet亞洲音樂大獎最佳亞洲藝人獎。
在音樂排行榜成績方面，蔡依林憑藉〈今天妳要嫁給我〉、〈日不落〉、〈美人計〉、〈Play我呸〉及〈怪美的〉五首歌曲五次獲得Hit FM年度百首單曲冠軍，為獲得冠軍次數最多的歌手。自2003年專輯《看我72變》起，她的全部十張原創錄音室專輯均獲得臺灣年度女歌手唱片銷量冠軍，其中《舞孃》、《特務J》、《花蝴蝶》及《Ugly Beauty》更獲得年度唱片銷量總冠軍。

## 感情生活
蔡依林的感情生活受到媒體和民眾的關注。自出道以來，她曾和周杰倫、彭于晏、錦榮三位藝人傳出過戀愛關係。2001年1月，蔡依林和周杰倫於中視綜藝節目《我猜我猜我猜猜猜》相識。同年12月，兩人在日本新宿被目擊一同用餐，之後亦多次被媒體報導私下見面。2005年2月，周杰倫和侯佩岑被目擊一同遊玩日本，隨後蔡依林和周杰倫在公開場合開始保持距離。
2007年1月，蔡依林和彭于晏被目擊一同遊歷英國倫敦，之後亦多次被報導私下會面。2008年，彭于晏和經紀公司星勢力娛樂發生糾紛，外界推測和雙方戀情有所關聯。2009年，彭于晏的前經紀人劉瑋慈間接證實蔡依林和彭于晏自2006年中開始交往超過三年。兩人後來分手，外界推測和彭于晏母親反對蔡依林未公開戀情有關。
2010年7月，錦榮出演蔡依林歌曲〈玩愛之徒〉的MV。同年9月，兩人被目擊同遊日本東京，並陸續於多個國家地區共同出遊。2011年，蔡依林父親間接證實蔡依林和錦榮的交往，並不經意提及蔡依林和周杰倫及彭于晏曾有交往經歷。2013年2月，蔡依林和錦榮一同前往紐西蘭會見錦榮家人。兩人於2016年11月結束交往，並由蔡依林經紀人王永良於同年12月證實。

## 音樂作品
- 《1019》（1999年）
- 《Don't Stop》（2000年）
- 《Show Your Love》（2000年）
- 《Lucky Number》（2001年）
- 《看我72變》（2003年）
- 《城堡》（2004年）
- 《J-Game》（2005年）
- 《舞孃》（2006年）
- 《特務J》（2007年）
- 《花蝴蝶》（2009年）
- 《Myself》（2010年）
- 《Muse》（2012年）
- 《呸》（2014年）
- 《Ugly Beauty》（2018年）
- 《Pleasure》（2025年）

## 影視作品
- 《青春6人行》（2001年）
- 《來我家吧！》（2002年）
- 《偷偷愛上你》（2002年）
- 《Hi 上班女郎》（2003年）
- 《特務J》（2007年）
- 《動物方城市》（2016年）

## 書籍作品
- 《19歲》（2000年）
- 《假面公主·騎士精神》（2002年）
- 《Jolin的24堂英文日記課》（2005年）
- 《Jolin的6場單字派對》（2005年）
- 《愛的練習語》（2008年）
- 《養瘦》（2012年）

## 巡迴演唱會
- J1世界巡迴演唱會（2004年—2006年）
- 唯舞獨尊世界巡迴演唱會（2006年—2009年）
- Myself世界巡迴演唱會（2010年—2013年）
- Play世界巡迴演唱會（2015年—2016年）
- Ugly Beauty世界巡迴演唱會（2019年—2024年）

## 企業
- Oops! Jealous（2007年—2014年）
- Seventy Two Changes（2009年—2011年）
- 凌時差音樂（2009年）
- 皇后陛下（2015年）

## 外部連結
- 官方网站